# Раниер (Тоскана)
Раниер от Тоскана (на италиански: Ranieri di Toscana или Ranieri de Bourbon del Monte Santa Maria; † 1027) е от 1014 до 1024 г. маркграф на Маркграфство Тоскана.

## Биография
Той става маркграф на Тоскана след смъртта на Бонифаций III от Болон († 1011 или 1012). След смъртта на императора Свещената Римска империя Хайнрих II Раниер е в опозиция към император Конрад II.
Последван е от Бонифаций IV от Каноса.